# Волшебная палочка

Волше́бная па́лочка (магический жезл) — тонкая прямая палка или прут, иногда оформленная в виде копья или скипетра и с драгоценным камнем или какой-либо конструкцией на её конце. В современной лексике словосочетания «волшебная палочка» и «магический жезл», как правило, связываются с волшебством и магией сказок и фэнтези.
По мнению В. Я. Проппа, палочка «создалась в результате общения человека с землёй и растениями». Считалось, что если палочка срезалась с живого дерева, то на часть дерева переносилась его волшебная сила плодородия. Эти качества передавались и всему, чего касается палочка (прутик).

## История
Сам по себе данный образ известен с древнейших времён — археологами были найдены древние наскальные рисунки, на которых изображены фигуры, держащие палочки, и впоследствии многие индоевропейские народы изображали своих богов с различными предметами в руках (часто подобными палке), символизирующими их власть, и имели сказания о всевозможных волшебных жезлах. Жрецы целого ряда народов использовали подобия жезлов для совершения различных обрядов. Существуют различные гипотезы о происхождении данного образа — связь с культом фаллоса или первоначальное использование в качестве барабанной палочки шаманами.
В ряде современных неоязыческих религий (например, в викке) волшебные жезлы используются в ходе проведения различных ритуалов. Образ волшебного жезла нашёл широкое отражение сначала в народных сказках и легендах, зачастую играя в них довольно важную сюжетную роль, а затем в массовой культуре — так, его «используют» в качестве атрибута в своих выступлениях многие цирковые иллюзионисты (обычно в качестве реквизита фокусника используется палка длиной до 30 см и диаметром 5—10 мм), а во многих современных фантастических и фэнтезийных произведениях волшебная палочка является неотъемлемым элементом образа волшебного персонажа, который с её помощью творит заклинания и совершает прочие магические действия.

## В литературе
- Вокруг волшебной палочки строится сюжет сказочной повести Николая Носова «Незнайка в Солнечном городе» (1958).
- В книге «Лев, колдунья и платяной шкаф» (1950) Клайва С. Льюиса Белая Колдунья с помощью волшебной палочки с кристаллом превращает живых существ в камень.
- В серии романов про Гарри Поттера (1997—2007) Джоан К. Роулинг волшебники колдуют деревянными волшебными палочками без кристаллов.
- В гл. 5 повести братьев Стругацких «Понедельник начинается в субботу» (1965) волшебная палочка образца XX в. описывается как «блестящий продолговатый цилиндрик величиной с указательный палец» и именуется «умклайдетом» (неологизм, образованный, по словам Б. Н. Стругацкого, от немецкого umkleiden вне связи со значением этого глагола[8]); один из персонажей-магов просвещает главного героя: «Искусство управлять умклайдетом… — это сложное и тонкое искусство… Курс управления умклайдетом… требует основательного знания квантовой алхимии. Как программист вы, вероятно, без особого труда освоили бы умклайдет электронного уровня… Но квантовый умклайдет… гиперполя… трансгрессивные воплощения… обобщённый закон Ломоносова — Лавуазье…»